# Håvard Petersson
Håvard Vad Petersson (* 5. Januar 1984 in Oslo) ist ein norwegischer Curler.
Petersson zog mit einem Jahr nach Kirkenes, ehe er acht Jahre später in seine Heimatstadt zurückkehrte. Zunächst übte er unterschiedliche Sportarten aus, entschied sich aber letztlich für Curling. Dort spielt der Norweger heute auf der Position des Lead, seine Vereinsmannschaft ist der Snarøen Curling Club. Seit dem Jahr 2007 nimmt er für das norwegische Nationalteam an den Großereignissen teil, zuvor war er Mitglied des Juniorennationalteams gewesen.
Bereits im Jahr 2002 nahm er als Lead gemeinsam mit dem norwegischen Team an der B-Juniorenweltmeisterschaft teil, wo die Mannschaft alle Spiele und so auch das Turnier gewinnen konnte. Ein Jahr später verteidigte sie den Titel, erneut ungeschlagen. Noch im selben Jahr qualifizierte er sich für die A-Junioren-WM, bei der das Team im Halbfinale ausschied und auch das Spiel um den dritten Platz verlor, sodass es sich auf dem vierten Rang platzierte. Bei der nächsten Juniorenweltmeisterschaft ein Jahr darauf verpassten sie ebenfalls das Podest, die Mannschaft rutschte unter seiner Führung als Skip (Kapitän) sogar auf den sechsten Rang ab. Wiederum ein Jahr später, diesmal war Petersson der Second, verbesserte sie sich immerhin um einen Rang auf den fünften Platz.
Danach endete der Zeitraum, in dem Petersson als Junior an den Start ging, stattdessen benötigte er zwei Jahre, bis er zur Europameisterschaft 2007 auch zu seinem ersten Großereignis im Erwachsenenbereich nominiert wurde. Dort gewann sein Team hinter dem schottischen, dem sie im Finale mit 3:5 unterlegen waren, die Silbermedaille. Bei jenem Turnier spielte der Norweger wie auch bei den nächsten erneut als Lead. Nach der EM-Silbermedaille holte das Nationalteam im Jahr darauf auch die Bronzemedaille bei der Weltmeisterschaft. Im selben Jahr verteidigte er Silber bei der Europameisterschaft.
Bei der Curling-Europameisterschaft 2009 in Aberdeen gewann Petersson im Team von Skip Thomas Ulsrud die Bronzemedaille. Die Round Robin hatte das Team noch als Erster abgeschlossen, verlor danach aber das Page-Playoffs-Spiel gegen Schweden und das Halbfinale gegen Schottland.
Mit demselben Team konnte er bei den Olympischen Winterspielen 2010 in Vancouver die Silbermedaille gewinnen. Im Halbfinale bezwangen sie dabei das Schweizer Team um Skip Markus Eggler mit 7:5. Im Finalspiel unterlagen sie jedoch der kanadischen Mannschaft mit Skip Kevin Martin mit 3:6. Bei seiner zweiten Olympiateilnahme bei den Winterspielen 2014 spielte er wie vier Jahre zuvor auf der Position des Lead und wurde mit der norwegischen Mannschaft Fünfter. Bei den Olympischen Winterspielen 2018 in Pyeongchang kam er wieder als Lead des norwegischen Teams um Thomas Ulsrud nach vier Siegen und fünf Niederlagen in der Round Robin auf den sechsten Platz.

## Teammitglieder
- Torger Nergård
- Christoffer Svae
- Thomas Due
- Thomas Ulsrud